# Cap Enderrocat
Cap Enderrocat är en udde i Spanien.   Den ligger i regionen Balearerna, i den östra delen av landet, 600 km öster om huvudstaden Madrid.
Terrängen inåt land är platt. Havet är nära Cap Enderrocat västerut. Runt Cap Enderrocat är det ganska tätbefolkat, med 75 invånare per kvadratkilometer. Närmaste större samhälle är Palma de Mallorca, 12,7 km norr om Cap Enderrocat. 